# Buceș
Buceș – wieś w Rumunii, w okręgu Hunedoara, w gminie Buceș. W 2011 roku liczyła 154 mieszkańców.